# Francesco Priscianese
Francesco Priscianese (Pieve a Presciano, 1494 – 1575 circa) è stato un umanista italiano, grammatico, stampatore, conosciuto come Francesco Priscianese fiorentino.

## Biografia
Inizialmente insegnante di lettere latine ad Arezzo, nella metà degli anni Dieci si trasferì a Firenze ricoprendo l'incarico di precettore presso le più illustri famiglie del patriziato cittadino, tra cui si annoverano i Dini, gli Strozzi ed i Pazzi. Proprio seguendo l'esempio dei mecenati Agostino Dini e Matteo Strozzi, partecipò attivamente alla Repubblica del 1527 e nel 1530 divenne, oltre che detentore del beneficio di Pieve di Santo Stefano, commissario in Mugello.
Nel marzo 1535, su presunto invito di Amerigo Antinori, Priscianese si trasferì ulteriormente a Roma, entrando in molti circoli accademici della Virtù e della Nuova Poesia ed aggiungendo così il suo nome ad altri ben noti come Varchi, Mattia Franzesi, Benvenuto Cellini, Claudio Tolomei e Paolo Del Rosso. Inoltre fu affiliato alla famiglia del cardinale Roberto Ridolfi e, grazie al segretario repubblicano Donato Giannotti, fu patrocinato presso Pietro Vettori.
In questi anni, si dedicò allo studio del latino e del volgare, seguendo la strada già spianata da Bembo e Tolomei: nel 1540, presso l'editore Zanetti di Venezia, pubblicò due manuali didattici per lo studio del latino scritti in volgare, ossia Della lingua romana e De primi principii della lingua romana.
Priscianese abbracciò anche la carriera di filologo all'interno dei progetti editoriali del neoeletto cardinale Marcello Cervini, di cui diresse infatti la stamperia latina. Tra il 1542 e il 1543, pubblicò quattro principes (ossia le lettere di papa Niccolò I e le decretali di Innocenzo III, gli Adversus nationes di Arnobio di Sicca, l'Octavius di Minucio Felice e le nuove Costituzioni egidiane) e tre ristampe (ossia le orazioni contro i Turchi di Bessarione e gli opuscoli di Enrico VIII contro Lutero). Nel 1544, pubblicò la Vita di Dante di Boccaccio, le trasposizioni vernacolari del Fedro e del Convivio di Platone e la traduzione delle Vite dei Cesari di Svetonio.
Divenute precarie le sue condizioni di salute, Priscianese vendette la tipografia nel 1546, anno in cui fuggì a Venezia in quanto il suo beneficio ecclesiastico era stato alienato ai creditori: qui, nel 1549, pubblicò presso l'editore Paolo Manuzio le Argumentorum observationes in omnes Ciceronis epistolas con dedica a Ridolfi. Nel 1550, Priscianese curò le numerose ristampe delle sue due grammatiche latine, la prima delle quali fu da lui chiamata Priscianello.

## Opere da lui pubblicate in quanto autore
- De' primi principii della lingua romana (Venezia: per Bartolomeo Zanetti da Brescia, 1540); ripubblicato a Venezia più volte a partire dal 1550 con il titolo Della lingua latina libri sei, diligentemente ricorretti, et di nuovo riformati.
- Argumentorum observationes in omneis Ciceronis epistolas, Venetiis: apud Aldi filios, 1549
- De' primi principi della Lingua Latina, ovvero Il Priscianello, Venezia: 1550, e altre, molteplici, edizioni.
- M.T. Ciceronis Epistolarum familiarium libri XVI. Francisci Priscianensis  explanationes grammaticae, ac rhetoricae, italice conscriptae, quae  utriusque facultatis usu, atque experientia epistola, Venezia, 1579 (diversi tipografi).
- Dictionarium Ciceronianum Francisci Priscianensis, in quo omnia vocabula Ciceroniana leguntur atque italice explicantur..., Venetiis: ex officina Ioan. Antonii Bertani, 1579, ristampato varie volte in seguito.

## Opere da lui edite in quanto tipografo a Roma
- Arnobio, Arnobii Disputationum adversus gentes libri octo, 1542.
- Niccolò I (papa), Nicolai primi pont. maximi Epistolae, 1542.
- Aegidiane constitutiones recognitae, ac novissime impressae, 1543.
- Henricus VIII, Literarum, quibus invictissimus princeps Henricus VIII rex Angliae, et Franciae, dominus Hyberniae, ac fidei defensor respondit ad quandam epistolam Martini Lutheri ad se missam, & ipsius Lutheranae quoque epistolae exemplum, 1543.
- Henricus VIII, Assertio septem sacramentorum adversus Martin Lutherum, edita ab invictissimo Angliae, et Franciae rege, et domino Hyberniae Henrico eius nominis octavo, 1543.
- Cola da Benevento, Del governo della corte d'un signore in Roma, dove si ragiona di tutto quello, che al signore, et a' suoi cortigiani si appartiene di fare, 1543.
- Papa Innocenzo III, Innocentii tertii, pont. maximi Decretalium, atque aliarum epistolarum tomus primus, 1543.
- Bessarione, Bessarionis Niceni cardinalis Orationes de gravissimis periculis, quae reipublicae christianae a Turca iam tum impendere providebat. Eiusdem ad principes de pace inter se concilianda, & bello adversu, 1543.
- Ludovico Sensi, Ludovici Sensi Ad cives Perusinos conciones quinque, 1543.
- Oribasio, Oribasii Sardiani De aquis. Oreibasiou Sardianou perì ydaton, 1543.
- Gaio Svetonio Tranquillo, Le vite de dodici Cesari di Gaio Svetonio Tranquillo. Tradotte in lingua toscana per m. Paolo Del Rosso cittadino fiorentino, 1544.
- Giovanni Boccaccio, Vita di Dante Alighieri poeta fiorentino, composta per messer Giovanni Boccaccio, Roma, 1544.
- Marsilio Ficino, Il comento di Marsilio Ficino sopra il Convito di Platone, et esso Convito, tradotti in lingua toscana per Hercole Barbarasa da Terni, 1544.
- Platone, Il Fedro, o vero il Dialogo del bello di Platone, tradotto in lingua toscana per Felice Figliucci senese, 1564 [ma 1544].